# Istenmezeje, Heves
Istenmezeje  este un sat în districtul Pétervására, județul Heves, Ungaria, având o populație de 1.696 de locuitori (2011). 

## Demografie
Componența etnică a satului Istenmezeje
     Maghiari (94,94%)
     Romi (4,53%)
     Necunoscut (0,33%)
     Slovaci (0,2%)
     Alții (0,33%)
Componența confesională a satului Istenmezeje
     Romano-catolici (73,23%)
     Fără religie (2,89%)
     Reformați (1,18%)
     Necunoscută (22,23%)
     Alte religii (0,65%)
Conform recensământului din 2011, satul Istenmezeje avea 1.696 de locuitori. Din punct de vedere etnic, majoritatea locuitorilor (94,94%) erau maghiari, cu o minoritate de romi (4,53%). Apartenența etnică nu este cunoscută în cazul a 0,33% din locuitori.  Din punct de vedere confesional, majoritatea locuitorilor (73,23%) erau romano-catolici, existând și minorități de persoane fără religie (2,89%) și reformați (1,18%). Pentru 22,23% din locuitori nu este cunoscută apartenența confesională.